# Izhar Cohen
Izhar Cohen (n. 13 martie 1951, Tel Aviv, Israel) este un cântăreț israelian de muzică ușoară, câștigător în 1978 al concursului Eurovision împreună cu grupul Alphabeta (Alef Bet).
El este descendentul unei familii de cântăreți și muzicanți din tată în fiu, evrei originari din Yemen.
S-a distins ca interpret valoros al genului "cântecelor ebraice".
(zemer ivri).

## Biografie
Izhar Cohen s-a născut la Tel Aviv și a crescut la Givataiym, ca al treilea fiu al cântărețului Shlomo Cohen, cunoscut ca „Suleiman Hagadol” („Suleiman cel mare”) și al lui Sara Cohen. El are doi frați și o soră, cu toții cântăreți: Hofni Cohen, Pini Cohen, care a cântat într-un ansamblu vocal al armatei, și Vardina Cohen.

## Anii 1970
Izhar Cohen a făcut serviciul militar în cadrul ansamblului de divertisment al Tineretului agricol combatant „Nahal”. La scurt timp dupa eliberarea din armata, el a luat parte la Festivalul cântecului si slagarului israelian din 1973, unde a interpretat „Shir klulot” (Cântec de nuntă) de Oded Lerer pe text de Nissim Aloni, care s-a plasat pe locul 10. În acelaș an împreună cu Roman Sharon a cântat în musicalul „Lily Gam”.
În cursul anilor 1970 Cohen a fost frecvent auzit în emisiunile de radio din Israel. Între șlagărele sale s-au numărat „Niguná shel shkhuná” (Nigun de cartier) de Uzi Hitman, pe care l-a înregistrat în anul 1976. 
Izhar Cohen a fost cel dintâi israelian care a ocupat locul I la Concursul Eurovision. El a reprezentat Israelul de două ori. Prima dată în 1978, când cântecul Abanibi de Nurit Hirsh și Ehud Manor, pe care l-a interpretat împreună cu formația „Alphabeta” (membri:Reuven Erez,Lisa Gold Rubin, Esther Tzuberi și Itzhak Okev) s-a clasat pe primul loc. 
A doua oară a fost în anul 1985 când Izhar Cohen a apărut la Eurovision cu cântecul antrenant al lui Kobi Oshrat și Hamutal Ben Zeev, Ole Ole, care a ocupat locul 5.

## Anii 1980
În anul 1982 a participat la concursul local Pre-Eurovision cu cântecul „El Haor” care a ocupat locul 7. De asemenea a luat parte la două ediții ale Festivalului pentru copii „Festigal”, în 1983 cu cântecul „Peter Pan”, care a ocupat locul al II-lea, și în 1984 cu cântecul „Holkhim lishon” (Ne culcăm)
care s-a clasat pe locul 3. În 1985 Izhar Cohen a luat parte la musicalul „Sfinat hahalomot” („Corabia viselor”) alături de Lea Lopatin. Șlagărul din acest spectacol, „Yam balayla, yam bayom” (Mare noaptea, mare ziua) s-a bucurat de multe transmisiuni la radio. În acelaș an Cohen a participat la Festivalul de cântece pentru copii cu cântecul „Yeled teymaní” (Copil iemenit). În 1987 a luat iarăși parte la Pre-Eurovision în duet cu sora sa , Vardina Cohen, cântând cântecul „Muzika hi neshiká lanètzah” (Muzica e un sărut etern), clasându-se pe locul 5. În acel an el publicat primul său album „Tzomet drakhim” (Intersecție de drumuri) care a cuprins, între altele, numerele „Erev nigunim” (Seara de nigunim), „Bo nipagesh (Hai să ne întâlnim), cântecul brazilian   (text ebraic de Ehud Manor) „Shahrer ktzat et hahevel” (Dă drumul un pic la frânghie) (sau Shaná Shnatáim - Un an, doi ani), Marina (Buba Buba) și tema albumului Tzomet Hadrakhim". 
În anul 1988 Cohen a publicat un al doilea album „Izhar” , conținând cântecele Adam, Ishá ahèret („O altă femeie"), „Lashharhoret” (Oacheșei), „Tango ahshav” (Tango acum),„Ish boded ish boded” (Om singuratic, om singuratic)

## Anii 1990 și după aceea
În anul 1993 a înregistrat Izhar Cohen al treilea album intitulat „Lagáat bamáiym, lagáat barúakh” (Să atingi apa, să atingi vântul). Dintre cântecele acestui album s-au remarcat mai ales „Shavim mekavim” compus de Doron Nino Orsiano pe text de Erez Berzulik, „Lagáat bamáiym, lagáat barúakh" de Nahum Heyman pe text de Itzhak Einhorn, Sderot Bageshem („Bulevard pe ploaie”) pe text de Nathan Alterman și „Bo nipagesh”.
În 1996 s-a prezentat iar la concursul Pre-Eurovision în duet cu Alon Jean cu cântecul Alpaiym (Două mii), cu care a ocupat locul 10.
În ultimii ani Izhar Cohen se ocupă în afară de activitatea muzicală, și cu creația și comercializarea de bijuterii. El locuiește la Tel Aviv, este necăsătorit și tatăl unei fete, născută în anul 1997. 